# برلمان مولدوفا
برلمان مولدوفا (بالرومانية: Parlamentul Republicii Moldova )‏ هو الهيئة التشريعية في مولدوفا، ويتكون من 101 مقعداً.